# Musca vetustissima
Musca vetustissima är en tvåvingeart som beskrevs av Walker 1849. Musca vetustissima ingår i släktet Musca och familjen husflugor. Inga underarter finns listade i Catalogue of Life.